# 797
Évszázadok: 7. század – 8. század – 9. század
Évtizedek: 740-es évek – 750-es évek – 760-as évek – 770-es évek – 780-as évek – 790-es évek – 800-as évek – 810-es évek – 820-as évek – 830-as évek – 840-es évek
Évek: 792 – 793 – 794 – 795 –  796 – 797 – 798 – 799 – 800 – 801 – 802

## Események

### Európa
- A folyamatos konfliktusok és udvari pártok szerveződését követően Eiréné bizánci császárnő összeesküvést szervez fia és társuralkodója, VI. Kónsztantinosz megbuktatására. Kónsztantinosz vidékre menekül, de elfogják, visszaviszik Konstantinápolyba és megvakítják, majd egy kolostorba száműzik. Eiréné a birodalom történetének első, egyeduralkodó császárnője lesz.
- Nagy Károly frank király kiadja a Capitulare Saxonicum törvényeket, melyekkel eltörli a szászokat sújtó megkülönböztető rendelkezéseket és a halálbüntetésen kívül pénzbüntetéseket is bevezet. A nordalbingiai szászok ismételten fellázadnak a frank uralom ellen.
- Nagy Károly követséget küld Hárún ar-Rásíd kalifához.[1] A három követ, Lantfrid, Sigimund és a zsidó Izsák közül az első kettő meghalt az út során és csak Izsák tér vissza 802-ben a kalifa ajándékával, egy Abul-Abbász nevű ázsiai elefánttal.
- Al-Hakam córdobai emír nagybátyjai, Abdalláh és Szulajman ibn Abd ar-Rahmán fellázadnak unokaöccsük ellen. Abdalláh Nagy Károlyhoz utazik Aachenbe, hogy segítséget kérjen; eközben az emír leveri Szulajmán felkelését és kivégezteti a nagybátyját. A frankok bevonulnak Katalóniába és Barcelona lázadó kormányzója átadja nekik a várost.

### Japán
- Elkészül a Soku nihongi, a második a "hat nemzeti krónika" közül.

## Születések
- Bernárd, itáliai király
- Bajor Judit, Jámbor Lajos felesége
- Einsiedelni Szent Meinrád, német remete
- I. Pippin, aquitániai király

## Halálozások
- I. Bermudo, asztúriai király

## Fordítás
- Ez a szócikk részben vagy egészben  a(z)   797 című angol Wikipédia-szócikk ezen változatának fordításán alapul.  Az eredeti cikk szerkesztőit annak laptörténete sorolja fel. Ez a jelzés csupán a megfogalmazás eredetét és a szerzői jogokat jelzi, nem szolgál a cikkben szereplő információk forrásmegjelöléseként.